# Seilhac
 Seilhac  (Selhac auf Okzitanisch) ist eine französische Gemeinde mit 1.814 Einwohnern (Stand 1. Januar 2022) im Département Corrèze in der Region Nouvelle-Aquitaine. Die Einwohner nennen sich Seilhacois(es).

## Geografie
Die Gemeinde liegt im Zentralmassiv. Die Präfektur des Départements Tulle befindet sich in etwa 15 Kilometer südöstlich und Brive-la-Gaillarde rund 30 Kilometer südwestlich. Im Gemeindegebiet entspringen die Flüsse Brézou und Céronne.
Nachbargemeinden von Seilhac sind Chamboulive im Norden, Saint-Salvadour im Osten, Bar im Südosten, Naves im Südwesten, Saint-Clément sowie Saint-Jal im Nordwesten.

## Wappen
Beschreibung: In Blau ein goldener gedrückter Sparren mit zwei silbernen Eimern über und einem unter dem Sparren und einem roten Schildhaupt mit balkenweis drei fünfstrahligen goldenen Sternen.

## Bevölkerungsentwicklung
| Jahr      | 1962 | 1968 | 1975 | 1982 | 1990 | 1999 | 2007 | 2016 |
| Einwohner | 1243 | 1247 | 1319 | 1440 | 1540 | 1636 | 1974 | 1719 |

## Sehenswürdigkeiten

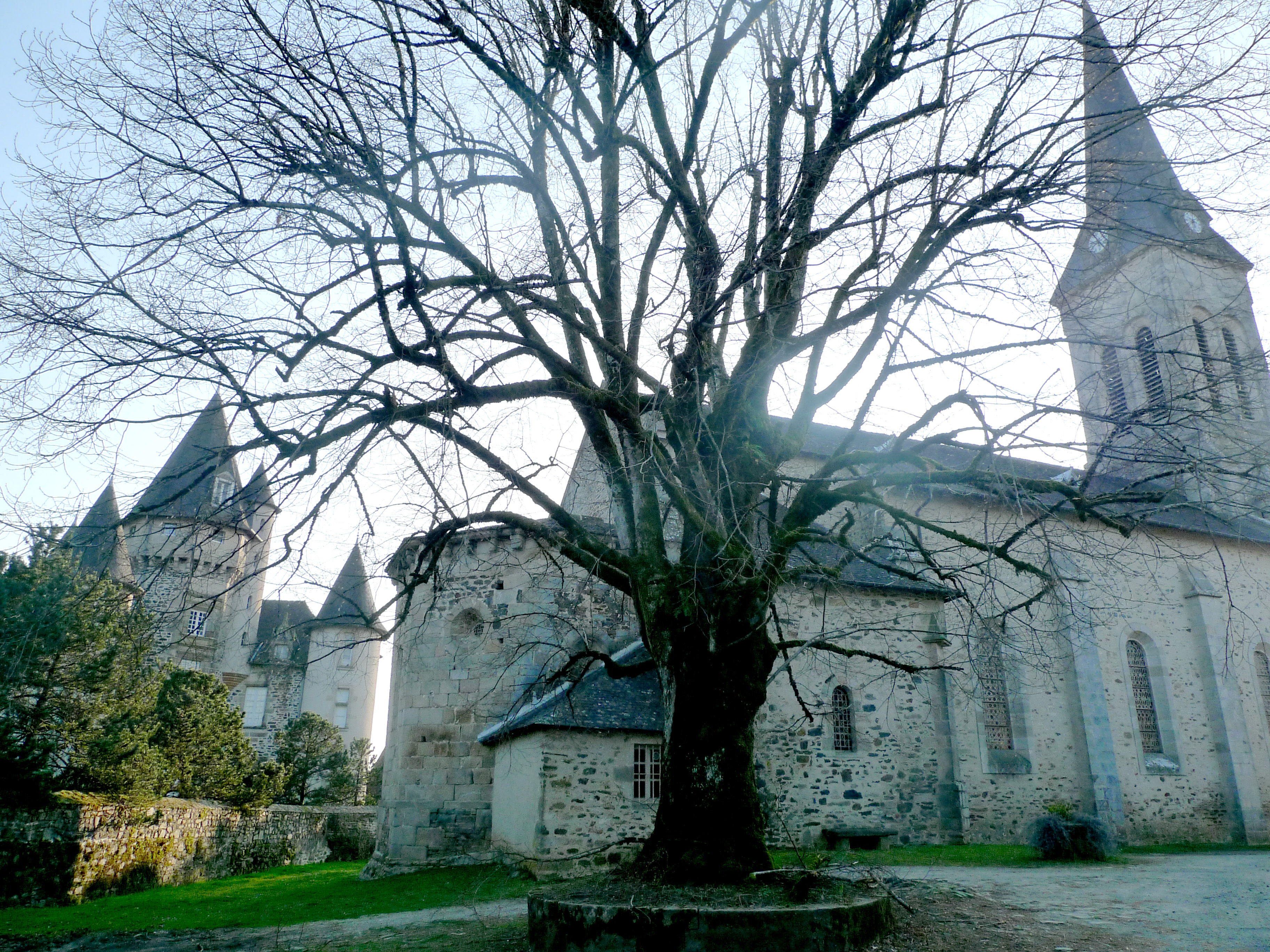
Kirche und Schloss

- Kirche Saint-Nicolas

- Schloss Seilhac
- Lac de Bournazel

## Städtepartnerschaften
- Hilpoltstein